# Alpinia vanoverberghii
Alpinia vanoverberghii är en enhjärtbladig växtart som beskrevs av Elmer Drew Merrill. Alpinia vanoverberghii ingår i släktet Alpinia och familjen Zingiberaceae. Inga underarter finns listade i Catalogue of Life.